# حربوب الأعلى (يافع)

تعديل مصدري - تعديل

حربوب الأعلى هي إحدى قرى عزلة لبعوس بمديرية يافع التابعة لمحافظة لحج، بلغ تعداد سكانها 21 نسمة حسب تعداد اليمن لعام 2004.